# Municipio de Jennings (condado de Owen)
El municipio de Jennings (en inglés: Jennings Township) es un municipio ubicado en el condado de Owen en el estado estadounidense de Indiana. En el año 2010 tenía una población de 846 habitantes y una densidad poblacional de 16,29 personas por km².

## Geografía
El municipio de Jennings se encuentra ubicado en las coordenadas 39°25′55″N 86°49′3″O / 39.43194, -86.81750. Según la Oficina del Censo de los Estados Unidos, el municipio tiene una superficie total de 51.94 km², de la cual 50,73 km² corresponden a tierra firme y (2,33 %) 1,21 km² es agua.

## Demografía
Según el censo de 2010, había 846 personas residiendo en el municipio de Jennings. La densidad de población era de 16,29 hab./km². De los 846 habitantes, el municipio de Jennings estaba compuesto por el 96,57 % blancos, el 0,95 % eran afroamericanos, el 0,35 % eran amerindios, el 0,24 % eran asiáticos, el 0,24 % eran de otras razas y el 1,65 % eran de una mezcla de razas. Del total de la población el 0,35 % eran hispanos o latinos de cualquier raza.